# (8402) 1994 GH9
(8402) 1994 GH9 là một tiểu hành tinh vành đai chính. Nó được phát hiện bởi Eleanor F. Helin ở Đài thiên văn Palomar ở Quận San Diego, California, ngày 11 tháng 4 năm 1994.